# Semisud
Semisud was een Externe Dienst voor Preventie en Bescherming op het Werk in België. Het bedrijf werkte nauw samen met de EDPBW Encare Prevent. Samen fuseerden ze in 2009 met Mensura. De hoofdzetel is in Brussel.

## Situering
Semisud was een kleinere externe dienst voor preventie en bescherming op het werk in België. De dienst had een territoriale bevoegdheid in het Waals Gewest en het Brussels Hoofdstedelijk Gewest.
Sesimud stond in voor de periodieke medische onderzoeken van onderworpen werknemers en zorgde op het gebied van risicobeheersing voor de domeinen ergonomie, psychosociale belasting, bedrijfsgezondheidszorg, hygiëne & toxicologie, arbeidsveiligheid en milieu.